# 代田建紀
代田 建紀（だいた たけのり、1974年2月11日 - ）は、神奈川県横浜市泉区（出生当時は戸塚区）出身の元プロ野球選手（外野手、右投両打）・コーチ。現在は北海道日本ハムファイターズのデータ分析担当兼走塁コーチを務める。

## 経歴

### プロ入り前
小学3年の時に野球を始め、中学時代は内野手としてプレーした。
藤嶺藤沢高で外野手に転向する。2年先輩に石井貴がいた。
高校卒業後は城西大学へ進み3年春、4年秋にベストナイン、社会人野球の朝日生命に入社。1年目は1番打者としてチーム初出場の都市対抗野球ベスト4、2年目に東京スポニチ大会で活躍すると都市対抗は補強選手として出場。
1997年、同年のプロ野球ドラフト会議で近鉄バファローズから6位指名を受け、入団。背番号33。

### 近鉄時代
1998年
1年目の1998年シーズンは出番に恵まれず、一軍で6試合の出場だった。
1999年
2年目となる1999年シーズンも一軍で1試合の出場に留まった。
2000年
3年目となる2000年の開幕直前、衣川幸夫と共に田畑一也との1対2のトレードでヤクルトへ移籍。背番号は0。

### ヤクルト時代
2001年
この頃よりスイッチヒッターに挑戦する。60盗塁をマークし、イースタンリーグの年間最多盗塁記録を更新する。一軍でもプロ初盗塁を記録した。しかしオフの契約の席で「二軍の盗塁記録など価値がない」と言われ、2002年のシーズン終了後にヤクルトから戦力外通告を受けた。

### ロッテ時代
2003年
千葉ロッテマリーンズにテスト入団。背番号は65。外野陣がやや手薄だったこともあり、一軍で自身最多の38打席に立ち、6試合でスタメン出場した。しかしシーズン最終戦で一塁に駆け込んだ際、一塁手の葛城育郎と交錯し、足に全治3か月の怪我を負い、そのままシーズンオフに自由契約となった。12月に手術に踏み切った時には引退を考えていたが、ヤクルト時代から交際していた現夫人に励まされ、1年間のリハビリに努めた。
自由契約を通告される際、重症の足を引きずりながら出向いた球団事務所で、当時代表だった川北智一から「自由契約にしておくから来年テストでも受けたら?」という配慮に欠いた発言を受け激怒したという。それでも浪人時代に現役復帰するとしたら一番入団したいと思っていた球団はロッテであったとの本人談。

### 浪人
2004年
所属球団はなく、浪人生活を送り、ケガからの回復に専念。2004年末、シーズンオフのトライアウトでバレンタイン監督（当時）に認められ合格。異例の再入団を果たした。背番号は00。バレンタイン監督は2004年と2005年のチームの違いを聞かれ、「去年（2004年）は代田がいなかったが、今年（2005年）はいる」とコメントした。彼のロッテ再入団は、バレンタイン監督の強い推薦があってのことといわれる。バレンタイン監督は、彼はある意味イチローよりプロフェッショナルだといい、走るセンスを高く評価し、その準備や姿勢にも感心している。

### ロッテ復帰
2005年
二軍でチームメイトの早坂圭介との盗塁王争いに敗れたものの、イースタンリーグ2位の26盗塁を記録した。この年は開幕からベンチに名を連ねた。開幕2試合目にはスタメン出場を果たすなど首脳陣の期待も大きかったものの、打撃が大不振で打率も1割を切った。
2006年
3月15日、ヤクルト時代から交際していた現夫人と入籍。
7月29日にかつて在籍していた大阪近鉄バファローズの本拠地・京セラドーム大阪での対オリックス戦で初のお立ち台に上がった。このとき「無職のときを支えてくれた両親に感謝したい」と涙を流しながらインタビューに応じた。8月5日にはプロ入り初の長打（三塁打）を記録した。
二軍では打率.279、27盗塁(リーグ2位)を記録した。この年は、ロッテ移籍後1シーズンで1番少ない試合出場数であったが、上記のヒーローインタビューのほか、マット・ワトソンのサヨナラタイムリーを演出する好走塁を見せるなど、存在感を示した。
このシーズンの途中より、吉留秀介二軍サブマネージャーの勧めおよび協力もあり、ほぼ毎日夕方に浦和の練習場で打撃練習をしていた。
2007年
4月29日の西武戦で竹原直隆のシングルヒットで一塁から一気にホームインした走塁を評価され、JA全農Go・Go賞の3、4月度、「好走塁賞」（Go Spikes・GS賞）を受賞する。早川大輔の移籍や新人選手の入団などもあったが過去最高の37試合に出場した。また打撃でも少ない打席数ながら過去最高の打率.364を記録した。
2008年
大塚明の復活や若手選手の台頭で守備走塁要員としても起用されることが激減し、代走のみの2試合出場にとどまり、また二軍でも打撃不振に陥った。11月3日に現役引退を発表。引退時に、「寂しい気持ちはありますが、指導者になるという事も大きな夢として自分の中にありました。実績のない自分をコーチとして迎えてくれることに感謝し、ありがたく引き受けさせてもらいました。ファンの皆様には、代走で出場した時などに大きな声援をいただき、温かく見守ってもらえたことを本当に感謝をしております。本当に幸せでした」と、コメントを残した。

### 引退後
シーズンオフに球団からコーチ就任の打診があり、2009年からはロッテの二軍外野守備走塁コーチに就任。背番号は71。2010年より背番号は80に変更。同年10月2日、球団から来季のコーチ契約更新はない旨を通知され、退団すると発表した。
退団後は、スポーツDEPO前橋吉岡店に勤務していたが、2014年3月4日付で学生野球資格を回復すると、2015年4月、母校城西大学野球部のコーチに就任。2017年4月より同部監督に就任。その後は再びコーチに戻っていた。
大学外では2017年開設のスポーツオーソリティ港北ニュータウン店併設の港北ニュータウン バッティングセンターでの講師も務めた。
2022年からは北海道日本ハムファイターズにベースボールオペレーション部・プロスカウトとして採用された。同年11月、2023年のファイターズのデータ分析担当兼走塁コーチに就任することが発表された。

## プレースタイル・人物
プロ野球界屈指の俊足で、「足のスペシャリスト」とも言われる。50m走のタイムは5秒6。2009年現在、イースタンおよびウエスタン両リーグで盗塁王を獲得した唯一の選手。バント技術も高い。ロッテ時代の応援歌は、『ルパン三世』の主題歌と『銭形マーチ』が使われた。

## 詳細情報

### 年度別打撃成績
| 年 度      | 球 団      | 試 合 | 打 席 | 打 数 | 得 点 | 安 打 | 二 塁 打 | 三 塁 打 | 本 塁 打 | 塁 打 | 打 点 | 盗 塁 | 盗 塁 死 | 犠 打 | 犠 飛 | 四 球 | 敬 遠 | 死 球 | 三 振 | 併 殺 打 | 打 率 | 出 塁 率 | 長 打 率 | O P S |
| ---------- | ---------- | ----- | ----- | ----- | ----- | ----- | -------- | -------- | -------- | ----- | ----- | ----- | -------- | ----- | ----- | ----- | ----- | ----- | ----- | -------- | ----- | -------- | -------- | ----- |
| 1998       | 近鉄       | 6     | 3     | 1     | 1     | 0     | 0        | 0        | 0        | 0     | 0     | 0     | 0        | 1     | 0     | 1     | 0     | 0     | 1     | 0        | .000  | .500     | .000     | .500  |
| 1999       | 近鉄       | 1     | 0     | 0     | 0     | 0     | 0        | 0        | 0        | 0     | 0     | 0     | 0        | 0     | 0     | 0     | 0     | 0     | 0     | 0        | ----  | ----     | ----     | ----  |
| 2000       | ヤクルト   | 24    | 10    | 9     | 3     | 3     | 0        | 0        | 0        | 3     | 2     | 3     | 1        | 0     | 0     | 1     | 0     | 0     | 2     | 0        | .333  | .400     | .333     | .733  |
| 2001       | ヤクルト   | 5     | 7     | 6     | 1     | 1     | 0        | 0        | 0        | 1     | 0     | 2     | 0        | 0     | 0     | 1     | 0     | 0     | 0     | 0        | .167  | .286     | .167     | .453  |
| 2002       | ヤクルト   | 35    | 7     | 6     | 4     | 0     | 0        | 0        | 0        | 0     | 0     | 5     | 2        | 0     | 0     | 1     | 0     | 0     | 3     | 0        | .000  | .143     | .000     | .000  |
| 2003       | ロッテ     | 33    | 38    | 32    | 13    | 4     | 0        | 0        | 0        | 4     | 1     | 4     | 1        | 2     | 0     | 2     | 0     | 2     | 8     | 0        | .125  | .222     | .125     | .347  |
| 2005       | ロッテ     | 31    | 26    | 22    | 9     | 2     | 0        | 0        | 0        | 2     | 1     | 3     | 1        | 1     | 0     | 2     | 0     | 1     | 7     | 0        | .091  | .200     | .091     | .291  |
| 2006       | ロッテ     | 17    | 25    | 22    | 4     | 4     | 0        | 1        | 0        | 6     | 1     | 3     | 1        | 2     | 0     | 1     | 0     | 0     | 5     | 0        | .182  | .217     | .273     | .490  |
| 2007       | ロッテ     | 37    | 15    | 11    | 5     | 4     | 2        | 0        | 0        | 6     | 1     | 5     | 2        | 0     | 0     | 3     | 0     | 1     | 3     | 0        | .364  | .533     | .545     | 1.078 |
| 2008       | ロッテ     | 2     | 0     | 0     | 1     | 0     | 0        | 0        | 0        | 0     | 0     | 0     | 0        | 0     | 0     | 0     | 0     | 0     | 0     | 0        | ----  | ----     | ----     | ----  |
| 通算：10年 | 通算：10年 | 191   | 131   | 109   | 41    | 18    | 2        | 1        | 0        | 22    | 6     | 25    | 8        | 6     | 0     | 12    | 0     | 4     | 29    | 0        | .165  | .272     | .202     | .474  |

### 表彰
- JA全農Go・Go賞 3、4月度「好走塁賞」（Go Spikes・GS賞）- 2007年

### 記録
- 初出場：1998年4月22日、対日本ハムファイターズ2回戦（東京ドーム）、8回裏に右翼手として出場
- 初安打：2000年6月22日、対横浜ベイスターズ11回戦（明治神宮野球場）、9回裏に木塚敦志から
- 初盗塁：同上、9回裏に二盗（投手：木塚敦志、捕手：谷繁元信）
- 初打点：2000年6月29日、対広島東洋カープ16回戦（明治神宮野球場）、8回裏に高橋建から
- 初先発出場：2002年5月25日、対横浜ベイスターズ7回戦（明治神宮野球場）、1番・中堅手として先発出場

### 背番号
- 33 （1998年 - 1999年）
- 0 （2000年 - 2002年）
- 65 （2003年）
- 00 （2005年 - 2008年）
- 71 （2009年）
- 80 （2010年）
- 79 （2023年 -）